# Dorothy Holman
Edith Dorothy Holman (Londra, 18 luglio 1883 – Londra, 8 aprile 1968) è stata una tennista britannica.

## Biografia
Nata a Kilburn (Londra), vinse due medaglie d'argento ai Giochi della VII Olimpiade: nel doppio insieme alla connazionale Geraldine Beamish venendo sconfitte in finale da un'altra coppia britannica composta da Winifred McNair e Kathleen McKane e nel singolo (nelle semifinali aveva vinto Kathleen McKane, poi medaglia di bronzo) perdendo pesantemente contro Suzanne Lenglen in due set: 6-3, 6-0.
Con Gordon Lowe aveva partecipato anche al doppio misto alle olimpiadi, senza grandi risultati. Morì nel 1979.